# Autostrada D49 (Cehia)
Autostrada D49 (în cehă Dálnice D49), cunoscută anterior ca Drumul Expres R49 (în cehă Rychlostní silnice R49), este o autostradă aflată în construcție în Cehia. Odată finalizată, va conecta autostrada D1 cu autostrada D1 din Slovacia prin drumul expres R6. Aceasta este destinată să înlocuiască traseul planificat al autostrăzii D1 către Slovacia, a cărui direcție inițială către Púchov (Slovacia) a fost deviată și acum duce către Ostrava.

## Istorie
Construcția a început în 2008, dar a fost suspendată în 2010, inițial din cauza lipsei de finanțare, dar în cele din urmă din cauza obiecțiilor și proceselor intentate de activiștii de mediu. În toamna anului 2019, ŘSD a planificat reluarea construcției secțiunii Hulín-Fryšták în 2020, cu punerea în funcțiune planificată pentru 2024; alte secțiuni urmând să fie realizate ulterior.
Construcția primei secțiuni a fost reluată la sfârșitul anului 2021. În 2024, a fost deschisă o secțiune de 9,8 km între Hulín și Holešov.

## Traseu
Legendă culori 
- porțiune în construcție

| Descrierea traseului |                                                                |        |
| D49                  |                                                                |        |
| km 1                 | Nod rutier între D1, D55 și D49: Hulín                         | D1 D55 |
|                      | Pod peste râul Rusava (35 m).                                  |        |
| km 4                 | Oraș deservit: Třebětice.                                      | 432    |
|                      | Viaductul peste calea ferată și pârâul Žabínek (82 m).         |        |
| km 9                 | Oraș deservit: Holešov.                                        | 490    |
|                      | Pod peste Ludslávka (58 m).                                    |        |
|                      | Pod peste Žeranovka (73 m).                                    |        |
|                      | Pod peste Židelná (73 m).                                      |        |
|                      | Pod peste pârâul Racková (166 m).                              |        |
|                      | Pod (58 m).                                                    |        |
|                      | Pod (34 m).                                                    |        |
|                      | Pod peste pârâul Fryštácký (67 m).                             |        |
|                      | Pod peste pârâul Hornoveský (279 m).                           |        |
| km 18                | Oraș deservit: Fryšták.                                        | 490    |
| D49                  | Capătul provizoriu al autostrăzii (alte secțiuni în pregătire) | 490    |